# Deutsche Leichtathletik-Meisterschaften 2003/Resultate
Der Hauptteil der Wettbewerbe bei den 103. Deutschen Leichtathletik-Meisterschaften wurde am 28. und 29. Juni 2003 im Ulmer Donaustadion ausgetragen.
In der hier vorliegenden Auflistung werden die in den verschiedenen Wettbewerben jeweils ersten acht platzierten Leichtathletinnen und Leichtathleten aufgeführt. Eine Übersicht mit den Medaillengewinnerinnen und -gewinnern sowie einigen Anmerkungen zu den Meisterschaften findet sich unter dem Link Deutsche Leichtathletik-Meisterschaften 2003.
Wie immer gab es zahlreiche Disziplinen, die zu anderen Terminen an anderen Orten stattfanden – in den folgenden Übersichten jeweils konkret benannt.

## Meisterschaftsresultate Männer

### 100 m
| Platz | Athlet, Verein                          | Zeit (s) |
| ----- | --------------------------------------- | -------- |
| 1     | Alexander Kosenkow (TV Wattenscheid 01) | 10,25    |
| 2     | Marc Blume (TV Wattenscheid 01)         | 10,28    |
| 3     | Ronny Ostwald (TV Wattenscheid 01)      | 10,35    |
| 4     | Rasgawa Pinnock (ASV Köln)              | 10,38    |
| 5     | Oliver Koenig (LAZ Leipzig)             | 10,41    |
| 6     | Till Helmke (TSV Friedberg Fauerbach)   | 10,44    |
| 7     | Holger Blume (TV Wattenscheid 01)       | 10,52    |
| 8     | Tobias Pfennig (LAC Erdgas Chemnitz)    | 10,61    |

Datum: 28. Juni
Wind: +0,5 m/s

### 200 m
| Platz | Athlet, Verein                                         | Zeit (s) |
| ----- | ------------------------------------------------------ | -------- |
| 1     | Tobias Unger (LAZ Salamander Kornwestheim-Ludwigsburg) | 20,80    |
| 2     | Ronny Ostwald (TV Wattenscheid 01)                     | 20,84    |
| 3     | Alexander Kosenkow (TV Wattenscheid 01)                | 20,85    |
| 4     | Rasgawa Pinnock (ASV Köln)                             | 21,02    |
| 5     | Marc Blume (TV Wattenscheid 01)                        | 21,22    |
| 6     | Marc Kochan (LAZ Salamander Kornwestheim-Ludwigsburg)  | 21,32    |
| 7     | Markus Malucha (VfL Sindelfingen)                      | 21,61    |
| 8     | Jan Gajdos (ASV Köln)                                  | 21,68    |

Datum: 29. Juni
Wind: +0,4 m/s

### 400 m
| Platz | Athlet, Verein                            | Zeit (s) |
| ----- | ----------------------------------------- | -------- |
| 1     | Ingo Schultz (TSG Bergedorf)              | 45,29    |
| 2     | Bastian Swillims (TV Wattenscheid 01)     | 45,88    |
| 3     | Sebastian Gatzka (LG Eintracht Frankfurt) | 45,91    |
| 4     | Ruwen Faller (TuS Jena)                   | 46,16    |
| 5     | Simon Kirch (SV Saar 05 Saarbrücken)      | 46,52    |
| 6     | Steffen Sattelmaier (VfL Sindelfingen)    | 46,74    |
| 7     | Ralf Riester (OSC Berlin)                 | 46,82    |
| 8     | Florian Seitz (OSC Berlin)                | 47,69    |

Datum: 29. Juni

### 800 m
| Platz | Athlet, Verein                                           | Zeit (min) |
| ----- | -------------------------------------------------------- | ---------- |
| 1     | René Herms (LG Asics Pirna)                              | 1:47,62    |
| 2     | Nico Motchebon (LAZ Salamander Kornwestheim-Ludwigsburg) | 1:48,62    |
| 3     | Torsten Kühn (LC Creaton Erfurt)                         | 1:49,11    |
| 4     | Steffen Co (LG Olympia Dortmund)                         | 1:49,15    |
| 5     | Christian Köhler (1. LAV Rostock)                        | 1:49,19    |
| 6     | Stephan Frosch (LG Osterode)                             | 1:49,23    |
| 7     | Christoph Moormann (LC Creaton Erfurt)                   | 1:49,96    |
| 8     | Heiko Kupfer (VfL Sindelfingen)                          | 1:50,07    |

Datum: 29. Juni

### 1500 m
| Platz | Athlet, Verein                                  | Zeit (min) |
| ----- | ----------------------------------------------- | ---------- |
| 1     | Franek Haschke (LG Asics Pirna)                 | 3:49,97    |
| 2     | Marc-André Kowalinski (Gerolsteiner LGV)        | 3:50,40    |
| 3     | Christian Goy (SCC Berlin)                      | 3:50,67    |
| 4     | Jonas Hamm (LG Wedel-Pinneberg)                 | 3:51,15    |
| 5     | Christophe Chayriguet (TV Waldstraße Wiesbaden) | 3:51,52    |
| 6     | Fahd Mellouk (Dürener Turnverein)               | 3:52,90    |
| 7     | Jonas Stifel (LG Nord Berlin)                   | 3:53,22    |
| 8     | Toni Mohr (LC Cottbus)                          | 3:54,34    |

Datum: 29. Juni

### 5000 m
| Platz | Athlet, Verein                           | Zeit (min) |
| ----- | ---------------------------------------- | ---------- |
| 1     | Dieter Baumann (LAV Tübingen)            | 13:41,22   |
| 2     | Mario Kröckert (TSV Bayer 04 Leverkusen) | 13:59,04   |
| 3     | Michael May (TSV Bayer 04 Leverkusen)    | 13:59,47   |
| 4     | André Pollmächer (LAC Erdgas Chemnitz)   | 14:02,86   |
| 5     | Jan Fitschen (TV Wattenscheid 01)        | 14:07,07   |
| 6     | Stefan Groß (LC asics Rehlingen)         | 14:16,17   |
| 7     | Oliver Dietz (LG Braunschweig)           | 14:17,12   |
| 8     | Thorsten Gombert (DJK Kleinenbroich)     | 14:17,65   |

Datum: 28. Juni

### 10.000 m
| Platz | Athlet, Verein                                  | Zeit (min) |
| ----- | ----------------------------------------------- | ---------- |
| 1     | Dieter Baumann (LAV Tübingen)                   | 28:28,47   |
| 2     | Jens Borrmann (SC DHfK Leipzig)                 | 29:27,24   |
| 3     | Oliver Dietz (LG Braunschweig)                  | 29:41,78   |
| 4     | Dominik Burkhardt (LG Eintracht Frankfurt)      | 29:53,34   |
| 5     | Holger Freudenberger (SG Walldorf Astoria 1902) | 30:28,10   |
| 6     | Christian Dirscherl (MTV Pfaffenhofen)          | 30:45,07   |
| DNF   | Mario Kröckert (TSV Bayer 04 Leverkusen)        |            |
| DNF   | André Pollmächer (LAC Erdgas Chemnitz)          |            |
| DNF   | Jirka Arndt (SC Potsdam)                        |            |

Datum: 17. Mai
fand in München statt

### 10-km-Straßenlauf
| Platz | Athlet, Verein                                    | Zeit (min) |
| ----- | ------------------------------------------------- | ---------- |
| 1     | Carsten Eich (LG Braunschweig)                    | 28:34      |
| 2     | Oliver Dietz (LG Braunschweig)                    | 28:54      |
| 3     | Embaye Hedrit (LAC Quelle Fürth/München/Würzburg) | 29:10      |
| 4     | Carsten Schütz (TV Wattenscheid 01)               | 29:17      |
| 5     | Martin Beckmann (LG Leinfelden-Echterdingen)      | 29:21      |
| 6     | Alexander Lubina (TV Wattenscheid 01)             | 29:39      |
| 7     | Sebastian Bürklein (TV Wattenscheid 01)           | 29:41      |
| 8     | Dominik Burkhardt (LG Eintracht Frankfurt)        | 29:50      |

Datum: 14. September
fand in Troisdorf statt

### Halbmarathon
| Platz | Athlet, Verein                                    | Zeit (h) |
| ----- | ------------------------------------------------- | -------- |
| 1     | Carsten Eich (LG Braunschweig)                    | 1:04:24  |
| 2     | Martin Beckmann (LG Leinfelden-Echterdingen)      | 1:04:47  |
| 3     | Sebastian Bürklein (TV Wattenscheid 01)           | 1:04:51  |
| 4     | Carsten Schütz (TV Wattenscheid 01)               | 1:05:26  |
| 5     | Oliver Dietz (LG Braunschweig)                    | 1:05:43  |
| 6     | Michael Wolf (TSV Bayer 04 Leverkusen)            | 1:06:14  |
| 7     | Oliver Mintzlaff (LG Bonn/Troisdorf/Niederkassel) | 1:06:46  |
| 8     | Jirka Arndt (SC Potsdam)                          | 1:06:51  |

Datum: 22. März
fand in Burghaslach statt

### Halbmarathon, Mannschaftswertung
| Platz | Verein, Besetzung                                                             | Zeit (h) |
| ----- | ----------------------------------------------------------------------------- | -------- |
| 1     | LG Braunschweig I (Carsten Eich, Oliver Dietz, Mario Burger)                  | 3:18:31  |
| 2     | TV Wattenscheid 01 I (Sebastian Bürklein, Carsten Schütz, Manuel Meyer)       | 3:18:38  |
| 3     | LG Leinfelden-Echterdingen (Martin Beckmann, Maximilian Bahn, Tim Jensen)     | 3:23:43  |
| 4     | TSV Kirchdorf (Thomas Bartholome, Dirk Schwarzbach, Markus Pingpank)          | 3:26:41  |
| 5     | 1. LAV Rostock (Ulf Wendler, Tobias Dolch, Peter Donndorf)                    | 3:27:56  |
| 6     | TV Wattenscheid 01 II (Michael Fietz, Hendrik Bollmann, Christian Ritosek)    | 3:28:35  |
| 7     | TUSEM Essen-Margarethenhöhe (Holger Ahrenberg, Karsten Kruck, Jochen Jöhring) | 3:29:53  |
| 8     | LG Braunschweig II (Matthias Strotmann, Georg Diettrich, Frank Hahn)          | 3:31:38  |

Datum: 22. März
fand in Burghaslach statt

### Marathon
| Platz | Athlet, Verein                                   | Zeit (h) |
| ----- | ------------------------------------------------ | -------- |
| 1     | Michael Fietz (TV Wattenscheid 01)               | 2:23:15  |
| 2     | Dirk Nürnberger (LG Bonn/Troisdorf/Niederkassel) | 2:26:26  |
| 3     | Peter Kapitza (LG Badenova Nordschwarzwald)      | 2:28:43  |
| 4     | Alexander Merkel (PSV Grün-Weiß Kassel)          | 2:29:50  |
| 5     | Thomas Bartholome (TSV Kirchdorf)                | 2:30:52  |
| 6     | Holger Ahrenberg (TUSEM Essen-Margarethenhöhe)   | 2:31:08  |
| 7     | Jürgen Austin-Kerl (LG Göttingen)                | 2:32:19  |
| 8     | Uwe Friedrich (Chemnitzer Polizeisportverein)    | 2:33:49  |

Datum: 1. Juni
fand im Rahmen des Rhein-Ruhr-Marathons in Duisburg statt

### Marathon, Mannschaftswertung
| Platz | Verein, Besetzung                                                               | Zeit (h) |
| ----- | ------------------------------------------------------------------------------- | -------- |
| 1     | LG Bonn/Troisdorf/Niederkassel (Dirk Nürnberger, Karsten Portner, Rolf Hollain) | 7:42:51  |
| 2     | TUSEM Essen-Margarethenhöhe (Holger Ahrenberg, Jochen Jöhring, Stefan Losch)    | 7:47:24  |
| 3     | PSV Grün-Weiß Kassel (Alexander Merkel, Matthias Jahnke, Kai-Uwe Dittrich)      | 7:49:12  |
| 4     | DJK Armada Würselen (Jörg Achten, Martin Lohbreyer, André Collet)               | 8:06:25  |
| 5     | SC DHfK Leipzig (Peter Müller, Rene Wendler, Thomas Kunze)                      | 8:14:09  |
| 6     | LAV Tübingen (Gerold Knisel, Joachim Stuhlinger, Klaus Mezger)                  | 8:26:36  |
| 7     | SpVgg. Groß Bülten (Klaus-Dieter Minnich, Detlev Schmidt, Thomas Schlei)        | 8:34:33  |
| 8     | TuS Eintracht Bielefeld (Volker Heyne, Volkmar Rolfes, Jürgen Rother)           | 8:44:02  |

Datum: 1. Juni
fand im Rahmen des Rhein-Ruhr-Marathons in Duisburg statt

### 100-km-Straßenlauf
| Platz | Athlet, Verein                           | Zeit (h) |
| ----- | ---------------------------------------- | -------- |
| 1     | Michael Sommer (Eichenkreuz Schwaikheim) | 6:54:36  |
| 2     | Dr. Thomas Miksch (TV Jahn Kempten)      | 7:00:05  |
| 3     | Jörg Hooß (LTF Marpingen)                | 7:08:58  |
| 4     | Rüdiger Wegner (Eichenkreuz Schwaikheim) | 7:25:14  |
| 5     | Ralf Selle (SCO Bundesbahn)              | 7:29:21  |
| 6     | Andreas Schneidewind (VfB Fallersleben)  | 7:40:19  |
| 7     | Wolfgang Schneider (LGV Marathon Gießen) | 7:42:54  |
| 8     | Helmut Dehaut (VETO Zweibrücken)         | 7:45:47  |

Datum: 6. September
fand in Endingen statt

### 100-km-Straßenlauf, Mannschaftswertung
| Platz | Verein, Besetzung                                                                | Zeit (h) |
| ----- | -------------------------------------------------------------------------------- | -------- |
| 1     | LTF Marpingen I (Jörg Hooß, Robert Teller, Johannes Schultz)                     | 23:25:26 |
| 2     | Eichenkreuz Schwaikheim (Armin Härle, Michael Sommer, Rüdiger Wegner)            | 23:55:33 |
| 3     | TV Jahn Kempten (Dr. Thomas Miksch, Sven-Christian Johannsen, Norbert Grotz)     | 24:37:11 |
| 4     | SG Neukirchen-Hülcharth (Dr. Bernd Juckel, Ferdinand Tiggelkamp, Michael Göhner) | 25:29:23 |
| 5     | VfB Fallersleben (Dieter Henning, Andreas Schneidewind, Frank Balzer)            | 25:31:39 |
| 6     | SCC Berlin (Haroun Malik, Jürgen Köllner, Roland Heß)                            | 27:56:50 |
| 7     | LIF Marpingen II (Gernod Helferich, Franz Feller, Stefan Teller)                 | 29:11:05 |
| 8     | Lauftreff Endingen (Peter Klorer, Norbert Enderle, Klaus Kläger)                 | 29:46:17 |

Datum: 6. September
fand in Endingen statt

### 110 m Hürden
| Platz | Athlet, Verein                                        | Zeit (s) |
| ----- | ----------------------------------------------------- | -------- |
| 1     | Jérôme Crews (TV Wattenscheid 01)                     | 13,54    |
| 2     | Falk Balzer (TuS Jena)                                | 13,58    |
| 3     | Mike Fenner (TV Wattenscheid 01)                      | 13,59    |
| 4     | Claude Edorh (LT DSHS Köln)                           | 13,73    |
| 5     | Andres Dengler (VfL Sindelfingen)                     | 13,76    |
| 6     | Jan Schindzielorz (LAC Quelle Fürth/München/Würzburg) | 13,80    |
| 7     | Florian Seibold (TV Heppenheim)                       | 13,83    |
| 8     | Thomas Blaschek (TuS Jena)                            | 13,85    |

Datum: 28. Juni
Wind: −0,8 m/s

### 400 m Hürden
| Platz | Athlet, Verein                              | Zeit (s) |
| ----- | ------------------------------------------- | -------- |
| 1     | Christian Duma (LG Eintracht Frankfurt)     | 50,01    |
| 2     | Henning Kuschewitz (LG Eintracht Frankfurt) | 50,44    |
| 3     | Henning Hackelbusch (TV Wattenscheid 01)    | 50,87    |
| 3     | Jan Schneider (LG Kindelsberg Kreuztal)     | 50,87    |
| 5     | Stefan Bönisch (LG Eintracht Frankfurt)     | 51,07    |
| 6     | André Nehring (OSC Berlin)                  | 51,72    |
| 7     | Andreas Wickert (TSV Rudow 1888)            | 51,74    |
| 8     | Adrian Schürmann (LG Porta Westfalica)      | 52,71    |

Datum: 29. Juni

### 3000 m Hindernis
| Platz | Athlet, Verein                                         | Zeit (min) |
| ----- | ------------------------------------------------------ | ---------- |
| 1     | Christian Knoblich (LAC Quelle Fürth/München/Würzburg) | 8:34,76    |
| 2     | Filmon Ghirmai (LAV Tübingen)                          | 8:35,02    |
| 3     | Damian Kallabis (VfB Stuttgart)                        | 8:36,26    |
| 4     | Raphael Schäfer (LC asics Rehlingen)                   | 8:36,27    |
| 5     | Steffen Preuk (LC Creaton Erfurt)                      | 8:41,38    |
| 6     | Thorsten Grube (LAZ Leipzig)                           | 8:44,43    |
| 7     | Stephan Hohl (TV 1880 Huchenfeld)                      | 8:47,74    |
| 8     | Dennis Jünemann (LG Braunschweig)                      | 8:47,96    |

Datum: 28. Juni

### 4 × 100 m Staffel
| Platz | Verein, Besetzung                                                                                      | Zeit (s) |
| ----- | --- | -------- |
| 1     | TV Wattenscheid 01 (Ronny Ostwald, Marc Blume, Alexander Kosenkow, Holger Blume)                       | 39,23    |
| 2     | LAZ Salamander Kornwestheim-Ludwigsburg (Matthias Rotzler, Marc Kochan, Tobias Unger, Florian Gamper)  | 39,51    |
| 3     | LG Eintracht Frankfurt (Jochen Schmied, Kay Kienzler, Christian Brüning, André Brand)                  | 40,18    |
| 4     | ASV Köln (Milan Stojanovic, Joachim Kube, Rasgawa Pinnock, Jan Gajdos)                                 | 40,66    |
| 5     | VfL Sindelfingen (Jochen Obenland, Markus Malucha, David Dylus, Stefan Holz)                           | 40,71    |
| 6     | LAC Quelle Fürth/München/Würzburg (Björn Haupt, Moritz Mundschau, Johannes Fischer, Jan Schindzielorz) | 40,78    |
| 7     | OSC Berlin (Benny Erdmann, Ralf Riester, Florian Seitz, Tobias Schlimme)                               | 40,88    |
| 8     | VfL Wolfsburg (John Johnson, Christoph Stolz, André Volkmann, Lars Figura)                             | 41,00    |

Datum: 28. Juni

### 4 × 400 m Staffel
| Platz | Verein, Besetzung                                                                                   | Zeit (min) |
| ----- | --------------------------------------------------------------------------------------------------- | ---------- |
| 1     | LG Eintracht Frankfurt (Henning Kuschewitz, Tilo Ruch, Stefan Bönisch, Christian Duma)              | 3:08,37    |
| 2     | VfL Sindelfingen (Stefan Kinzy, Stefan Holz, Heiko Kupfer, Steffen Sattelmaier)                     | 3:09,86    |
| 3     | TV Wattenscheid 01 (Henning Hackelbusch, loduba Darwi Ezekwemi, Bastian Swillims, Tobias Schlitzer) | 3:11,32    |
| 4     | TSV Bayer 04 Leverkusen (Benjamin Nitze, Jan Reinberg, Agamemnon Panayotidis, René Breitenstein)    | 3:11,64    |
| 5     | OSC Berlin (André Nehring, Florian Seitz, Gregor Schwamberger, Ralf Riester)                        | 3:11,66    |
| 6     | LG Olympia Dortmund (Michael Dragu, Volker Krick, Thomas Ullm, Marc Alexander Scheer)               | 3:13,93    |
| 7     | VfL Wolfsburg (André Volkmann, Jens Dautzenberg, Anouar Jemayai, Lars Figura)                       | 3:14,42    |
| 8     | LG Kreuztal-Kindelsberg (Mathias Esser, Alexander Stremmel, Miguel Rigau, Jan Schneider)            | 3:14,51    |

Datum: 29. Juni

### 3 × 1000 m Staffel
| Platz | Verein, Besetzung                                                                   | Zeit (min) |
| ----- | ----------------------------------------------------------------------------------- | ---------- |
| 1     | LG Olympia Dortmund (Robert Schulte, Ansgar Varnhagen, Steffen Co)                  | 7:11,01    |
| 2     | LC Creaton Erfurt (Andreas Freimann, Torsten Kühn, Christoph Moormann)              | 7:12,20    |
| 3     | VFL Sindelfingen (Karlo Petri, Heiko Kupfer, Said Lakhal)                           | 7:12,85    |
| 4     | LSG Aalen (Marcel Reinold, Ruben Schwarz, Martin Allgeyer)                          | 7:15,64    |
| 5     | TSV Bayer 04 Leverkusen (René Breitenstein, Alexander Cramer, Benedict Nolte)       | 7:17,51    |
| 6     | LG Wedel-Pinneberg (Jakob Löwenstrom, Lars Moeller, Jonas Hamm)                     | 7:18,93    |
| 7     | TV Waldstraße Wiesbaden (Werner Bergmann, Maximilian Freund, Christophe Chayriguet) | 7:22,63    |
| 8     | LC asics Rehlingen (Thomas Koch, Raphael Schäfer, Stephan Burgemeister)             | 7:24,48    |

Datum: 6. Juli
fand in Fulda im Rahmen der Deutschen Jugendmeisterschaften statt

### 10.000-m-Bahngehen
| Platz | Athlet, Verein                                   | Zeit (min) |
| ----- | ------------------------------------------------ | ---------- |
| 1     | Andreas Erm (SC Potsdam)                         | 40:58,79   |
| 2     | Jan Albrecht (Team Erfurt)                       | 41:02,25   |
| 3     | André Höhne (SCC Berlin)                         | 41:27,02   |
| 4     | Andre Katzinski (Apoldaer LV 90)                 | 43:22,72   |
| 5     | Michael Krause (LG Offenburg)                    | 43:40,98   |
| 6     | Frank Werner (Team Erfurt)                       | 44:10,46   |
| DNF   | Denis Franke (LAC Quelle Fürth/München/Würzburg) |            |
| DSQ   | Maik Berger (Berliner LG Ost)                    |            |

Datum: 28. Juni

### 20-km-Gehen
| Platz | Athlet, Verein                                     | Zeit (h) |
| ----- | -------------------------------------------------- | -------- |
| 1     | Maik Berger (Berliner LG Ost)                      | 1:28:24  |
| 2     | Mike Trautmann (LGV Gleina)                        | 1:29:23  |
| 3     | Denis Trautmann (LGV Gleina)                       | 1:29:48  |
| 4     | André Katzinski (Apoldaer LV 90)                   | 1:32:51  |
| 5     | Denis Franke (LAC Quelle Fürth/München/Würzburg)   | 1:35:34  |
| 6     | Jan Albrecht (Team Erfurt)                         | 1:37:30  |
| 7     | Steffen Borsch (LAC Quelle Fürth/München/Würzburg) | 1:44:59  |
| 8     | Dick Gnauck (LAG Dessau)                           | 1:46:34  |

Datum: 1. Juni
fand in Potsdam statt

### 50-km-Gehen
| Platz | Athlet, Verein                                   | Zeit (h) |
| ----- | ------------------------------------------------ | -------- |
| 1     | Andreas Erm (SC Potsdam)                         | 3:43:53  |
| 2     | Mike Trautmann (LGV Gleina)                      | 4:06:54  |
| 3     | Maik Berger (Berliner LG Ost)                    | 4:08:02  |
| 4     | Denis Franke (LAC Quelle Fürth/München/Würzburg) | 4:35:45  |
| DNF   | Denis Trautmann (LGV Gleina)                     |          |
| DNF   | Josef Berzl (LLC Marathon Regensburg)            |          |
| DNF   | Andreas Franke (Team Erfurt)                     |          |
| DSQ   | Joachim Maier (SV Breitenbrunn)                  |          |

Datum: 13. April
fand in Naumburg statt

### Hochsprung
| Platz | Athlet, Verein                                          | Höhe (m) |
| ----- | ------------------------------------------------------- | -------- |
| 1     | Roman Fricke (TSV Bayer 04 Leverkusen)                  | 2,25     |
| 2     | Marius Hanniske (LG Nord Berlin)                        | 2,23     |
| 3     | Sebastian Goltz (LG Nord Berlin)                        | 2,17     |
| 4     | Eike Onnen (LG Hannover)                                | 2,14     |
| 4     | Jan Titze (LG Staufen)                                  | 2,14     |
| 6     | Thomas Kohle (LG Ratio Münster)                         | 2,10     |
| 6     | Frank Volker Niklas (LAC Quelle Fürth/München/Würzburg) | 2,10     |
| 6     | Rainer Schubert (LG Eintracht Frankfurt)                | 2,10     |

Datum: 29. Juni

### Stabhochsprung
| Platz | Athlet, Verein                                           | Höhe (m) |
| ----- | -------------------------------------------------------- | -------- |
| 1     | Tim Lobinger (ASV Köln)                                  | 5,75     |
| 2     | Richard Spiegelburg (TSV Bayer 04 Leverkusen)            | 5,70     |
| 3     | Björn Otto (LAV Bayer Uerdingen/Dormagen)                | 5,70     |
| 4     | Fabian Schulze (LAZ Salamander Kornwestheim-Ludwigsburg) | 5,40     |
| 5     | Nico Kühnert (TSV Bayer 04 Leverkusen)                   | 5,25     |
| 5     | Philip Leugermann (LAV Bayer Uerdingen/Dormagen)         | 5,25     |
| 7     | Hendrik Hübner (TSV Bayer 04 Leverkusen)                 | 5,25     |
| 8     | Marvin Osei Tutu (LAZ Zweibrücken)                       | 5,25     |

Datum: 28. Juni

### Weitsprung
| Platz | Athlet, Verein                                            | Weite (m) |
| ----- | --------------------------------------------------------- | --------- |
| 1     | Nils Winter (TSV Bayer 04 Leverkusen)                     | 7,89      |
| 2     | Sascha Müller (1. LAV Rostock)                            | 7,80      |
| 3     | Matthias Eifert (LAZ Salamander Kornwestheim-Ludwigsburg) | 7,72      |
| 4     | Christian Kaczmarek (LG Nike Berlin)                      | 7,64      |
| 5     | Schahriar Bigdeli (TSV Bayer 04 Leverkusen)               | 7,58      |
| 6     | Andreas Pohle (Team Erfurt)                               | 7,49      |
| 7     | Benjamin Müske (LG Nord Berlin)                           | 7,30      |
| 8     | Steffen Landgraf (LG Nike Berlin)                         | 7,28      |

Datum: 28. Juni

### Dreisprung
| Platz | Athlet, Verein                                   | Weite (m) |
| ----- | ------------------------------------------------ | --------- |
| 1     | Rudolf Helpling (LT DSHS Köln)                   | 16,78     |
| 2     | Andreas Pohle (Team Erfurt)                      | 16,27     |
| 3     | Hrvoje Verzi (LAC Quelle Fürth/München/Würzburg) | 16,06     |
| 4     | Alois Schwarzmeier (1. FC Passau)                | 16,05     |
| 5     | Charles Friedek (TSV Bayer 04 Leverkusen)        | 15,97     |
| 6     | Karsten Richter (TSV Bayer 04 Leverkusen)        | 15,71     |
| 7     | Sascha Matthies (VfB Germania Halberstadt)       | 15,70     |
| 8     | Mathias Hujo (Team Erfurt)                       | 15,52     |

Datum: 29. Juni

### Kugelstoßen
| Platz | Athlet, Verein                             | Weite (m) |
| ----- | ------------------------------------------ | --------- |
| 1     | Ralf Bartels (SC Neubrandenburg)           | 20,22     |
| 2     | René Sack (LAZ Leipzig)                    | 19,75     |
| 3     | Detlef Bock (VfL Wolfsburg)                | 19,30     |
| 4     | Andy Dittmar (LG Ohra Hörselgas)           | 19,00     |
| 5     | Peter Sack (LAZ Leipzig)                   | 18,49     |
| 6     | Dirk Urban (LG Wedel-Pinneberg)            | 18,39     |
| 7     | Gunnar Pfingsten (TSV Bayer 04 Leverkusen) | 18,09     |
| 8     | Sven-Eric Hahn (MTV Stuttgart)             | 18,02     |

Datum: 28. Juni

### Diskuswurf
| Platz | Athlet, Verein                           | Weite (m) |
| ----- | ---------------------------------------- | --------- |
| 1     | Lars Riedel (LAC Erdgas Chemnitz)        | 66,60     |
| 2     | Michael Möllenbeck (TV Wattenscheid 01)  | 62,51     |
| 3     | Torsten Schmidt (1. LAV Rostock)         | 62,44     |
| 4     | Michael Lischka (LG Eintracht Frankfurt) | 60,65     |
| 5     | Ralf Mordhorst (LG Wedel-Pinneberg)      | 59,50     |
| 6     | Marco Jacobs (TSV Bayer 04 Leverkusen)   | 58,86     |
| 7     | Patrick Stang (Unterländer LG)           | 56,89     |
| 8     | Roland Isenecker (TV Norden)             | 52,71     |

Datum: 28. Juni

### Hammerwurf
| Platz | Athlet, Verein                                  | Weite (m) |
| ----- | ----------------------------------------------- | --------- |
| 1     | Karsten Kobs (TSV Bayer 04 Leverkusen)          | 77,98     |
| 2     | Markus Esser (TSV Bayer 04 Leverkusen)          | 74,66     |
| 3     | Holger Klose (LG Eintracht Frankfurt)           | 74,33     |
| 4     | Stefan Paukner (VfL Wolfsburg)                  | 71,90     |
| 5     | Benjamin Boruschewski (TSV Bayer 04 Leverkusen) | 69,98     |
| 6     | Jens Rautenkranz (LG Eintracht Frankfurt)       | 69,00     |
| 7     | Markus Kahlmeier (VfL Wolfsburg)                | 68,29     |
| 8     | Ralf Jossa (SV Herzberg)                        | 66,63     |

Datum: 29. Juni

### Speerwurf
| Platz | Athlet, Verein                                           | Weite (m) |
| ----- | -------------------------------------------------------- | --------- |
| 1     | Boris Henry (SV Saar 05 Saarbrücken)                     | 84,92     |
| 2     | Christian Nikolay (TV Wattenscheid 01)                   | 84,48     |
| 3     | Peter Blank (LG Eintracht Frankfurt)                     | 84,08     |
| 4     | Peter Esenwein (LAZ Salamander Kornwestheim-Ludwigsburg) | 80,56     |
| 5     | Stephan Steding (Hannover 96)                            | 80,09     |
| 6     | Mark Frank (1. LAV Rostock)                              | 78,11     |
| 7     | Matthias Rau (USC Heidelberg)                            | 77,29     |
| 8     | Marcel Plautz (SCC Berlin)                               | 73,34     |

Datum: 29. Juni

### Zehnkampf
| Platz | Athlet, Verein                                  | Leistung (Pkte) |
| ----- | ----------------------------------------------- | --------------- |
| 1     | Matthias Spahn (LT DSHS Köln)                   | 7814            |
| 2     | Florian Schönbeck (LG Domspitzmilch Regensburg) | 7788            |
| 3     | Philipp Grimm (Ettlinger SV)                    | 7601            |
| 4     | Kenny Beele (LT DSHS Köln)                      | 7436            |
| 5     | Mark Schumacher (LT DSHS Köln)                  | 7420            |
| 6     | Sascha Mäder (TuS Jena)                         | 7356            |
| 7     | Marek Görlich (LG Bünde-Ahle/Löhne)             | 7215            |
| 8     | Willy-Sebastian Metzger (LT DSHS Köln)          | 7139            |

Datum: 23./24. August
fand in Wesel statt

### Zehnkampf, Mannschaftswertung
| Platz | Verein, Besetzung                                                              | Leistung (Pkte) |
| ----- | ------------------------------------------------------------------------------ | --------------- |
| 1     | LT DSHS Köln I (Matthias Spahn, Kenny Beele, Mark Schumacher)                  | 22.670          |
| 2     | LG Eintracht Frankfurt (Rainer Schubert, Georg Kruschinski, Maxim Kruschinski) | 20.912          |
| 3     | LT DSHS Köln II (Willy-Sebastian Metzger, Christoph Maier, Florian Heiler)     | 20.665          |
| 4     | LT DSHS Köln III (Holfer Kemper, Marcel Schiffer, Carsten Hodea)               | 18.629          |
| 5     | TSV Schwabmünchen (Volker Gutgesell, Michael Kieweg, Sebastian Hartwig)        | 18.586          |
| 6     | LG Mörfelden-Walldorf (Timo Jaworr, Simon Schellhaas, Florian Gebauer)         | 17.828          |

Datum: 23./24. August
fand in Wesel statt

### CrosslaufMittelstrecke –3,8 km
| Platz | Athlet, Verein                     | Zeit (min) |
| ----- | ---------------------------------- | ---------- |
| 1     | Damian Kallabis (VfB Stuttgart)    | 12:08      |
| 2     | Matthias Weippert (1. LAV Rostock) | 12:13      |
| 3     | Thorsten Grube (LAZ Leipzig)       | 12:16      |
| 4     | Ulf Wendler (1. LAV Rostock)       | 12:19      |
| 5     | Fahd Mellouk (Dürener Turnverein)  | 12:22      |
| 6     | Lars Haferkamp (Gerolsteiner LGV)  | 12:24      |
| 7     | Jonas Stifel (LG Nord Berlin)      | 12:29      |
| 8     | Maik Boller (CVJM Siegen)          | 12:31      |

Datum: 8. März
fand in Bad Dürrheim statt

### CrosslaufMittelstrecke –3,8 km, Mannschaftswertung
| Platz | Verein, Besetzung                                                                | Platzziffer |
| ----- | -------------------------------------------------------------------------------- | ----------- |
| 1     | 1. LAV Rostock (Matthias Weippert, Ulf Wendler, Tobias Dolch)                    | 025         |
| 2     | Gerolsteiner LGV (Lars Haferkamp, Marc-André Kowalinski, Tobias Hoffmann)        | 043         |
| 3     | TV Wattenscheid 01 (Christian Güssow, Holger Merl, Carsten Schütz)               | 061         |
| 4     | LG Nord Berlin (Jonas Stifel, Nils Behrendt, Jan-Robert Kirchner)                | 063         |
| 5     | LG Badenova Nordschwarzwald (Thorsten Banzhaf, Kim Bauermeister, Christian Lenk) | 064         |
| 6     | LC Rothaus Breisgau (Michael Fuss, David Kiefer, Johannes Bauer)                 | 079         |
| 7     | VfL Sindelfingen (Hannes Weber, Karlo Petri, Stefan Schmid)                      | 104         |
| 8     | LG Asics Pirna (Franek Haschke, Albrecht Wappler, René Herms)                    | 111         |

Datum: 8. März
fand in Bad Dürrheim statt

### CrosslaufLangstrecke –10,5 km
| Platz | Athlet, Verein                                         | Zeit (min) |
| ----- | ------------------------------------------------------ | ---------- |
| 1     | André Green (LG Wedel-Pinneberg)                       | 35:11      |
| 2     | Guido Streit (TSV Bayer 04 Leverkusen)                 | 35:23      |
| 3     | Sebastian Hallmann (LAC Quelle Fürth/München/Würzburg) | 35:30      |
| 4     | Jens Borrmann (SC DHfK Leipzig)                        | 35:37      |
| 5     | Volker Fritzsch (SC DHfK Leipzig)                      | 35:54      |
| 6     | Oliver Mintzlaff (LG Bonn/Troisdorf/Niederkassel)      | 35:58      |
| 7     | Jirka Arndt (SC Potsdam)                               | 36:07      |
| 8     | Thomas Greger (TV Hatzenbühl)                          | 36:19      |

Datum: 8. März
fand in Bad Dürrheim statt

### CrosslaufLangstrecke –10,5 km, Mannschaftswertung
| Platz | Verein, Besetzung                                                           | Platzziffer |
| ----- | --------------------------------------------------------------------------- | ----------- |
| 1     | TSV Bayer 04 Leverkusen (Guido Streit, Carlo Schuff, Mario Kröckert)        | 029         |
| 2     | SC DHfK Leipzig (Jens Borrmann, Volker Fritzsch, René Wendler)              | 050         |
| 3     | LG Braunschweig (Matthias Strotmann, Oliver Dietz, Georg Diettrich)         | 052         |
| 4     | TV Hatzenbühl (Thomas Greger, Jürgen Bischof, Christoph Fuhrbach)           | 059         |
| 5     | LG Wedel-Pinneberg (André Green, Vladimir Bukalo, Jannis Kellermann)        | 062         |
| 6     | LG Eintracht Frankfurt (Dominik Burkhardt, Florian Hild, Giuliano Berti)    | 083         |
| 7     | LG Sieg (Matthias Kraft, Michael Sichermann, Markus Mockenhaupt)            | 144         |
| 8     | Post-Sport Telekom Trier (Marc Pschebizin, Thorsten Krause, Carsten Krause) | 144         |

Datum: 8. März
fand in Bad Dürrheim statt

### Berglauf–10 km
| Platz | Athlet, Verein                                | Zeit (min) |
| ----- | --------------------------------------------- | ---------- |
| 1     | Helmut Schiessl (TSV Buchenberg)              | 49:36      |
| 2     | Markus Jenne (USC Freiburg)                   | 51:04      |
| 3     | Dirk Debertin (SG Walldorf Astoria 1902 1902) | 51:26      |
| 4     | Frank Türk (Spvgg Mössingen)                  | 51:30      |
| 5     | Timo Zeiler (TSV Trochtelfingen)              | 51:41      |
| 6     | Eckhard Wagner (Spvgg Mössingen)              | 51:51      |
| 7     | Tobias Brack (TSV Buchenberg)                 | 52:15      |
| 8     | Paul Sichermann (LG Kreis Ansbach)            | 52:37      |

Datum: 22. Juni
fand in Berchtesgaden statt

### Berglauf, Mannschaftswertung –10 km
| Platz | Verein, Besetzung                                                            | Zeit (h) |
| ----- | ---------------------------------------------------------------------------- | -------- |
| 1     | Spvgg Mössingen (Frank Türk, Eckhard Wagner, Werner Steinhilber)             | 2:40:26  |
| 2     | USC Freiburg (Markus Jenne, Max Frei, Markus Bohmann)                        | 2:40:59  |
| 3     | SC Ainring I (Christian Fellermeier, Tobias Lojewski, Stephan Tassani-Prell) | 2:43:38  |
| 4     | SVO LA Germaringen (Martin Sambale, Philipp Kehl, Stefan Bechteler)          | 2:52:59  |
| 5     | SC DHfK Leipzig (Matthias Körner, Lars Melchien, Konrad Mühmel)              | 2:54:18  |
| 6     | LG Brandenkopf (Ulrich Benz, Jean Pierre Renambatz, Ludwig Roth)             | 2:54:37  |
| 7     | TG Salzachtal (Erich Zehentner, Fritz Haindl, Hansi Straßer)                 | 2:57:41  |
| 8     | SC Ainring II (Ronald Rauter, Florian Brettl, Olaf Tanner)                   | 2:58:47  |

Datum: 22. Juni
fand in Berchtesgaden statt

## Meisterschaftsresultate Frauen

### 100 m
| Platz | Athletin, Verein                           | Zeit (s) |
| ----- | ------------------------------------------ | -------- |
| 1     | Melanie Paschke (TV Wattenscheid 01)       | 11,41    |
| 2     | Marion Wagner (USC Mainz)                  | 11,43    |
| 3     | Gabi Rockmeier (LG Olympia Dortmund)       | 11,50    |
| 4     | Esther Möller (TV Wattenscheid 01)         | 11,51    |
| 5     | Sandra Möller (LG Olympia Dortmund)        | 11,64    |
| 6     | Katja Wakan (SV Halle)                     | 11,75    |
| 7     | Verena Sailer (TV Jahn Kempten)            | 11,78    |
| 8     | Tanja Kuckelkorn (TSV Bayer 04 Leverkusen) | 11,97    |

Datum: 28. Juni
Wind: −0,5 m/s

### 200 m
| Platz | Athletin, Verein                      | Zeit (s) |
| ----- | ------------------------------------- | -------- |
| 1     | Gabi Rockmeier (LG Olympia Dortmund)  | 23,01    |
| 2     | Melanie Paschke (TV Wattenscheid 01)  | 23,13    |
| 3     | Marion Wagner (USC Mainz)             | 23,54    |
| 4     | Sandra Möller (LG Olympia Dortmund)   | 23,56    |
| 5     | Anke Feller (TSV Bayer 04 Leverkusen) | 23,74    |
| 6     | Andrea O’Brien (TuS 1862 Kirm)        | 24,15    |
| 7     | Sabrina Mulrain (VfL Sindelfingen)    | 24,15    |
| DNF   | Lisa Schorr (SV Saar 05 Saarbrücken)  |          |

Datum: 29. Juni
Wind: −1,2 m/s

### 400 m
| Platz | Athletin, Verein                       | Zeit (s) |
| ----- | -------------------------------------- | -------- |
| 1     | Claudia Marx (LG Nike Berlin)          | 52,00    |
| 2     | Grit Breuer (SC Magdeburg)             | 52,26    |
| 3     | Birgit Rockmeier (LG Olympia Dortmund) | 52,49    |
| 4     | Shanta Ghosh (LC asics Rehlingen)      | 53,06    |
| 5     | Nicole Marahrens (LG Weserbergland)    | 53,97    |
| 6     | Jana Neubert (LAC Erdgas Chemnitz)     | 54,27    |
| 7     | Nadine Balkow (LG Nike Berlin)         | 54,92    |
| 8     | Annette Ritter (LG Rhein-Wied)         | 55,28    |

Datum: 29. Juni

### 800 m
| Platz | Athletin, Verein                         | Zeit (min) |
| ----- | ---------------------------------------- | ---------- |
| 1     | Claudia Gesell (TSV Bayer 04 Leverkusen) | 2:01,07    |
| 2     | Monika Gradzki (TV Wattenscheid 01)      | 2:02,27    |
| 3     | Anja Knippel (LC Creaton Erfurt)         | 2:02,62    |
| 4     | Berit Bauer (VfL Wolfsburg)              | 2:05,09    |
| 5     | Janina Goldfuß (TV Wattenscheid 01)      | 2:06,02    |
| 6     | Simone Beutelspacher (VfL Sindelfingen)  | 2:06,49    |
| 7     | Kathrin Traut (SC Magdeburg)             | 2:06,89    |
| 8     | Mandy Junghans (Dresdner SC)             | 2:07,70    |

Datum: 29. Juni

### 1500 m
| Platz | Athletin, Verein                         | Zeit (min) |
| ----- | ---------------------------------------- | ---------- |
| 1     | Kathleen Friedrich (LAC Erdgas Chemnitz) | 4:21,86    |
| 2     | Melanie Klein-Arndt (ASC Rosellen/Neuss) | 4:26,39    |
| 3     | Carmen Rüdiger (SC Potsdam)              | 4:27,98    |
| 4     | Annette Beck (LSG Aalen)                 | 4:28,91    |
| 5     | Anette Wölpert (VfL Waiblingen)          | 4:29,33    |
| 6     | Angela Hänsel (LG Nike Berlin)           | 4:29,61    |
| 7     | Maike Rosenauer (LG Rems-Murr)           | 4:31,40    |
| 8     | Anja Reinhardt (LG Weinstadt)            | 4:32,86    |

Datum: 29. Juni

### 5000 m
| Platz | Athletin, Verein                                | Zeit (min) |
| ----- | ----------------------------------------------- | ---------- |
| 1     | Sabrina Mockenhaupt (LG Sieg)                   | 15:51,73   |
| 2     | Birte Bultmann (LG Braunschweig)                | 16:40,09   |
| 3     | Nicole Güldemeister (SC Potsdam)                | 16:43,77   |
| 4     | Stephanie Maier (LG Lechtenfelden/Echterdingen) | 16:46,44   |
| 5     | Monika Schuri (Laufgemeinschaft Wehringen)      | 16:52,37   |
| 6     | Jeanine Hagedorn (TSV Bayer 04 Leverkusen)      | 16:52,74   |
| 7     | Carmen Siewert (LG Vorpommern)                  | 16:57,28   |
| 8     | Anke Tiedemann (SG TSV Kronshagen/Kieler TB)    | 17:03,62   |

Datum: 28. Juni

### 10.000 m
| Platz | Athletin, Verein                                | Zeit (min) |
| ----- | ----------------------------------------------- | ---------- |
| 1     | Sabrina Mockenhaupt (LG Sieg)                   | 32:11,95   |
| 2     | Melanie Schulz (LC Creaton Erfurt)              | 33:48,50   |
| 3     | Sylvia Renz (OSC Berlin)                        | 34:01,83   |
| 4     | Stephanie Maier (LG Lechtenfelden/Echterdingen) | 34:32,27   |
| 5     | Michaela Schedler (LTF Marpingen)               | 34:44,87   |
| 6     | Carmen Siewert (LG Vorpommern)                  | 34:46,24   |
| 7     | Monika Schuri (Laufgemeinschaft Wehringen)      | 34:48,31   |
| 8     | Judith Heinze (TSV Bayer 04 Leverkusen)         | 35:20,03   |

Datum: 17. Mai
fand in München statt

### 10-km-Straßenlauf
| Platz | Athletin, Verein                         | Zeit (min) |
| ----- | ---------------------------------------- | ---------- |
| 1     | Luminita Zaituc (LG Braunschweig)        | 33:23      |
| 2     | Kathrin Weßel, geb. Ullrich (SCC Berlin) | 33:48      |
| 3     | Susanne Ritter (LG Braunschweig)         | 33:57      |
| 4     | Carmen Siewert (LG Vorpommern)           | 34:04      |
| 5     | Manuela Zipse (LC Rothaus Breisgau)      | 34:09      |
| 6     | Michaela Schedler (LTF Marpingen)        | 34:13      |
| 7     | Birte Bultmann (LG Braunschweig)         | 34:24      |
| 8     | Ines Cronjäger (LG Hannover)             | 34:39      |

Datum: 14. September
fand in Troisdorf statt

### Halbmarathon
| Platz | Athletin, Verein                                       | Zeit (h) |
| ----- | ------------------------------------------------------ | -------- |
| 1     | Luminita Zaituc (LG Braunschweig)                      | 1:14:08  |
| 2     | Ulrike Maisch (1. LAV Rostock)                         | 1:14:30  |
| 3     | Susanne Ritter (LG Braunschweig)                       | 1:15:22  |
| 4     | Romy Spitzmüller (LAZ Leipzig)                         | 1:17:14  |
| 5     | Carmen Siewert (LG Vorpommern)                         | 1:17:36  |
| 6     | Katrin Engelen (LG Badenova Nordschwarzwald)           | 1:17:40  |
| 7     | Nicole Güldemeister (SC Potsdam)                       | 1:17:42  |
| 8     | Petra Maak, geb. Sander (LAV Bayer Uerdingen/Dormagen) | 1:17:45  |

Datum: 12. April
fand in Burghaslach statt

### Halbmarathon, Mannschaftswertung
| Platz | Verein, Besetzung                                                                    | Zeit (h) |
| ----- | ------------------------------------------------------------------------------------ | -------- |
| 1     | LG Braunschweig (Luminita Zaituc, Susanne Ritter, Victoria Willcox-Heidner)          | 3:52:29  |
| 2     | LG Domspitzmilch Regensburg (Katharina Kaufmann, Dr. Ellen Schöner, Gaby Schöffmann) | 4:06:52  |
| 3     | SG TSV Kronshagen/Kieler TB (Anke Tiedemann, Verena Becker, Christine Schuster)      | 4:14:12  |
| 4     | LG Domspitzmilch Regensburg (Eva Karg, Andrea Stengel, Natascha Leptihn)             | 4:16:41  |
| 5     | TV Waldstraße Wiesbaden (Vera Martens, Sandra Janisch, Claudia Plötner)              | 4:18:49  |
| 6     | SC DHfK Leipzig (Ksenia Yermakowa, Liane Muschler, Melanie Tauber)                   | 4:30:42  |
| 7     | TG Viktoria Augsburg (Petra Stöckmann, Marion Hofmann, Beate Ludewig)                | 4:31:19  |
| 8     | LG Gummersbach (Dorothee Steinborn, Isabelle Pieper, Bettina Klein)                  | 4:35:32  |

Datum: 12. April
fand in Burghaslach statt

### Marathon
| Platz | Athletin, Verein                                 | Zeit (h) |
| ----- | ------------------------------------------------ | -------- |
| 1     | Sylvia Renz (OSC Berlin)                         | 2:41:57  |
| 2     | Katharina Kaufmann (LG Domspitzmilch Regensburg) | 2:53:49  |
| 3     | Ulrike Hoeltz (LSG Karlsruhe)                    | 2:55:11  |
| 4     | Gaby Schöffmann (LG Domspitzmilch Regensburg)    | 2:56:19  |
| 5     | Anja Carlsohn (LG Nike Berlin)                   | 2:59:14  |
| 6     | Claudia Gertsch (LG Badenova Nordschwarzwald)    | 3:03:03  |
| 7     | Natascha Leptihn (LG Domspitzmilch Regensburg)   | 3:03:11  |
| 8     | Sophie Berkmiller (LG Domspitzmilch Regensburg)  | 3:07:23  |

Datum: 1. Juni
fand im Rahmen des Rhein-Ruhr-Marathons in Duisburg statt

### Marathon, Mannschaftswertung
| Platz | Verein, Besetzung                                                                      | Zeit (h) |
| ----- | -------------------------------------------------------------------------------------- | -------- |
| 1     | LG Domspitzmilch Regensburg (Katharina Kaufmann, Gaby Schöffmann, Natascha Leptihn)    | 08:53:32 |
| 2     | ASV Duisburg (Antje Möller, Martina Gaspercic, Silke Schäfer)                          | 09:44:30 |
| 3     | LSF Münster I (Brigitte Ziegler, Hannelore Horst, Eva Kammer)                          | 10:01:10 |
| 4     | LG Gummersbach (Isabelle Pieper, Christel Viebahn, Dorothee Steinborn)                 | 10:07:28 |
| 5     | SSC Hanau-Rodenbach (Carmen Hildebrand, Andrea Neumer, Elke Händel)                    | 10:12:16 |
| 6     | LG Geroldseck Lahr (Astrid Hatt, Gertrud Melzer, Renate Huser)                         | 11:16:42 |
| 7     | LSF Münster II (Anne Holtkötter, Maria Feyerabend, Julia Suwelack)                     | 11:18:50 |
| 8     | DLC Aachen (Claudia Polzin, Dr. Simone Spellerberg-Rogowski, Petra Heinrichs-Stalitza) | 11:26:35 |

Datum: 1. Juni
fand im Rahmen des Rhein-Ruhr-Marathons in Duisburg statt

### 100-km-Straßenlauf
| Platz | Athletin, Verein                           | Zeit (h) |
| ----- | ------------------------------------------ | -------- |
| 1     | Tanja Hooß (LTF Marpingen)                 | 7:47:53  |
| 2     | Dr. Anke Drescher (SCC Hanau-Rodenbach)    | 8:29:46  |
| 3     | Carmen Hildebrand (SCC Hanau-Rodenbach)    | 8:42:05  |
| 4     | Marion Braun (SV Germania Eicherscheid 01) | 8:56:30  |
| 5     | Ilona Schlegel (Melpomene Bonn)            | 9:19:37  |
| 6     | Elke Melzer (Alfterer Sportclub)           | 9:29:54  |
| 7     | Karin Öfele (Laufgemeinschaft Wehringen)   | 9:34:17  |
| 8     | Cäcilia Apel-Kranz (LG Kreis Verden)       | 9:52:36  |

Datum: 6. September
fand in Endingen statt

### 100 m Hürden
| Platz | Athletin, Verein                           | Zeit (s) |
| ----- | ------------------------------------------ | -------- |
| 1     | Nadine Hentschke (MTG Mannheim)            | 13,14    |
| 2     | Annette Thimm (LG Weserbergland)           | 13,19    |
| 3     | Juliane Sprenger (LG Kindelsberg Kreuztal) | 13,22    |
| 4     | Annika Meyer (LG Hannover)                 | 13,50    |
| 5     | Corina Rehwagen (Team Erfurt)              | 13,62    |
| 6     | Tina Klein (MTG Mannheim)                  | 13,79    |
| 7     | Katja Keller (LAC Erdgas Chemnitz)         | 13,80    |
| 8     | Sonja Kesselschläger (SC Neubrandenburg)   | 13,91    |

Datum: 28. Juni
Wind: −0,3 m/s

### 400 m Hürden
| Platz | Athletin, Verein                                | Zeit        |
| ----- | ----------------------------------------------- | ----------- |
| 1     | Stephanie Kampf (VfL Sindelfingen)              | 0055,03 s00 |
| 2     | Anja Neupert (LG Nike Berlin)                   | 0057,06 s00 |
| 3     | Tina Kron (SV Saar 05 Saarbrücken)              | 0057,72 s00 |
| 4     | Maren Schott (TSV Bayer 04 Leverkusen)          | 0058,42 s00 |
| 5     | Corina Pape (Schwimm- und Sportfreunde Bonn 05) | 0058,97 s00 |
| 6     | Lea Zeilinger (LG Staufen)                      | 0059,02 s00 |
| 7     | Ulrike Wellmann (TSV Sonthofen)                 | 0059,53 s00 |
| 8     | Ayodele Buraimoh (LG Kindelsberg Kreuztal)      | 1:00,65 min |

Datum: 29. Juni

### 3000 m Hindernis
| Platz | Athletin, Verein                             | Zeit (min) |
| ----- | -------------------------------------------- | ---------- |
| 1     | Katrin Engelen (LG Badenova Nordschwarzwald) | 10:34,13   |
| 2     | Christine Schleifer (VfL Waiblingen)         | 10:46,28   |
| 3     | Daniela Pogorzelski (Turnverein Gladbeck)    | 10:48,35   |
| 4     | Kerstin Kahmann (OFV Ostercappeln)           | 11:04,30   |
| 5     | Sabine Wolf (LC Cottbus)                     | 11:15,65   |
| 6     | Ulrike Gast (TSG Bergedorf)                  | 11:23,73   |
| 7     | Agnes Wagner (LG Karlstadt)                  | 11:32,78   |
| 8     | Anna Reimann (LC Cottbus)                    | 11:37,03   |

Datum: 29. Juni

### 4 × 100 m Staffel
| Platz | Verein, Besetzung                                                                                   | Zeit (s) |
| ----- | --------------------------------------------------------------------------------------------------- | -------- |
| 1     | LG Olympia Dortmund (Katchi Habel, Gabi Rockmeier, Sandra Möller, Birgit Rockmeier)                 | 44,84    |
| 2     | LG Weserbergland (Stephanie Thumann, Nicole Marahrens, Annette Thimm, Michaela Halm)                | 45,43    |
| 3     | TSV Bayer 04 Leverkusen (Cathrin Goetzens, Anke Feller, Tanja Kuckelkorn, Christa Kaufmann)         | 45,60    |
| 3     | VfL Sindelfingen (Verena Rauch, Sabrina Mulrain, Kerstin Grötzinger, Stephanie Kampf)               | 45,60    |
| 5     | LG Staufen (Ulrike Hebestreit, Heike Csader, Alice Reuss, Martina Vogt)                             | 46,13    |
| 6     | USC Bochum (Caroline Elmers, Karen Stein, Kristina Stein, Jennifer Martin)                          | 46,28    |
| 7     | LG Kindelsberg Kreuztal (Anne Hintermaier, Christina Gerhardus, Ayodele Buraimoh, Juliane Sprenger) | 46,75    |
| 8     | TSV Wolfratshausen (Franziska Bertenbreiter, Claudia Maurer, Pamela Spindler, Angelika Foster)      | 47,26    |

Datum: 28. Juni

### 4 × 400 m Staffel
| Platz | Verein, Besetzung                                                                        | Zeit (min) |
| ----- | ---------------------------------------------------------------------------------------- | ---------- |
| 1     | LG Nike Berlin (Nadine Balkow, Sandra Schmadtke, Anja Neupert, Claudia Marx)             | 3:37,76    |
| 2     | TSV Bayer 04 Leverkusen (Dagmar de Haan, Claudia Gesell, Maren Schott, Anke Feller)      | 3:37,84    |
| 3     | Team Erfurt (Jana Hartmann, Nancy Kette, Julia Wollstadt, Doreen Harstick)               | 3:44,80    |
| 4     | VfL Sindelfingen (Katharina Frenzel, Simone Beutelspacher, Birgit Lenz, Stephanie Kampf) | 3:48,09    |
| 5     | LT DSHS Köln (Sabine Siepelt, Hariet Waffenschmidt, Sarah-Kathrin Heine, Nadine Wilms)   | 3:48,43    |
| 6     | LC Rothaus Breisgau (Susanne Fendrich, Isabelle Angehrn, Katja Schütz, Birgit Linemann)  | 3:48,67    |
| 7     | LG Rhein-Wied (Nadine Hess, Annika Schmitt, Sigrid Derek-Roos, Annette Ritter)           | 3:48,70    |
| 8     | Recklinghäuser LC (Caroline Borghoff, Katja Kampka, Monika Bauch, Stefanie Willmann)     | 3:49,80    |

Datum: 29. Juni

### 3 × 800 m Staffel
| Platz | Verein, Besetzung                                                                      | Zeit (min) |
| ----- | -------------------------------------------------------------------------------------- | ---------- |
| 1     | TSV Bayer 04 Leverkusen (Dagmar de Haan, Maren Schott, Claudia Gesell)                 | 6:20,84    |
| 2     | LC Creaton Erfurt (Anne-Kristin Schiller, Anja Knippel, Doreen Klose)                  | 6:28,34    |
| 3     | LG Eintracht Frankfurt (Silke Bachmann, Kristina da Fonseca-Wollheim, Irina Mikitenko) | 6:34,38    |
| 4     | LSG Aalen I (Carolin Raunft, Heike Egetenmeyer, Annette Beck)                          | 6:36,20    |
| 5     | LG Nordheide (Alexandra Hahn, Birte Ludolph, Sarah Sjögrehn)                           | 6:46,58    |
| 6     | LSG Aalen II (Sabrina Scheffold, P. Schmidt, Nadine Denzel)                            | 6:52,73    |
| 7     | LG Amper-Würm (Rahel Müller, Marion Rebernig, Claudia Metzger)                         | 6:54,00    |
| 8     | LG Olympia Dortmund (Angela Scherz, Tina Czybulka, Sabine Knothe)                      | 6:54,85    |

Datum: 6. Juli
fand in Fulda im Rahmen der Deutschen Jugendmeisterschaften statt

### 5000-m-Bahngehen
| Platz | Athletin, Verein                           | Zeit (min) |
| ----- | ------------------------------------------ | ---------- |
| 1     | Melanie Seeger (SC Potsdam)                | 20:56,19   |
| 2     | Sabine Zimmer (SC Potsdam)                 | 21:04,74   |
| 3     | Kathrin Boyde (LC Rothaus Breisgau)        | 22:11,15   |
| 4     | Andrea Meloni (LT Diezer TSK / LG Einrich) | 23:06,13   |
| 5     | Stephanie Panzig (Berliner LG Ost)         | 24:16,37   |
| 6     | Christine Sarembe-Stegmaier (LSG Aalen)    | 24:36,37   |
| 7     | Larissa Eberl (LT Diezer TSK / LG Einrich) | 25:06,84   |

Datum: 28. Juni
nur 7 Teilnehmerinnen in der Wertung

### 10-km-Gehen
| Platz | Athletin, Verein            | Zeit (min) |
| ----- | --------------------------- | ---------- |
| 1     | Melanie Seeger (SC Potsdam) | 44:08      |

Datum: 1. Juni
fand in Potsdam statt

### 20-km-Gehen
| Platz | Athletin, Verein                    | Zeit (h)   |
| ----- | ----------------------------------- | ---------- |
| 1     | Melanie Seeger (SC Potsdam)         | 1:29:44 DR |
| 2     | Sabine Zimmer (SC Potsdam)          | 1:31:18000 |
| 3     | Kathrin Boyde (LC Rothaus Breisgau) | 1:32:34000 |
| 4     | Nicole Best (TV Groß Gerau)         | 1:40:54000 |
| 5     | Beatrice Klabuhn (SC Potsdam)       | 1:44:34000 |
| 6     | Stephanie Panzig (Berliner LG Ost)  | 1:45:03000 |
| 7     | Rike Betten (TV 1883 Schriesheim)   | 1:47:02000 |
| 8     | Ulrike Sander (SC Baden-Baden)      | 1:48:07000 |

Datum: 13. April
fand in Naumburg statt
Melanie Seeger stellte mit ihrer Siegerzeit von 1:29:44 h einen neuen deutschen Rekord auf.

### 20-km-Gehen, Mannschaftswertung
| Platz | Verein, Besetzung                                            | Zeit (h) |
| ----- | ------------------------------------------------------------ | -------- |
| 1     | SC Potsdam (Melanie Seeger, Sabine Zimmer, Beatrice Klabuhn) | 4:45:36  |

Datum: 13. April
fand in Naumburg statt
nur eine Mannschaft in der Wertung

### Hochsprung
| Platz | Athletin, Verein                                    | Höhe (m) |
| ----- | --------------------------------------------------- | -------- |
| 1     | Melanie Skotnik (LAC Quelle Fürth/München/Würzburg) | 1,90     |
| 2     | Daniela Rath (TSV Bayer 04 Leverkusen)              | 1,87     |
| 3     | Katja Schötz (LC Cottbus)                           | 1,87     |
| 4     | Birgit Kähler (TSV Bayer 04 Leverkusen)             | 1,84     |
| 5     | Kathryn Holinski (LG Olympia Dortmund)              | 1,84     |
| 6     | Elena Herzenberg (ABC Ludwigshafen)                 | 1,80     |
| 6     | Anett Jamborg (TV Gelnhausen)                       | 1,80     |
| 8     | Annabella Scherer (LG Hohenfels)                    | 1,80     |

Datum: 28. Juni

### Stabhochsprung
| Platz | Athletin, Verein                          | Höhe (m) |
| ----- | ----------------------------------------- | -------- |
| 1     | Yvonne Buschbaum (VfB Stuttgart)          | 4,70     |
| 2     | Annika Becker (Team Erfurt)               | 4,65     |
| 3     | Christine Adams (TSV Bayer 04 Leverkusen) | 4,30     |
| 4     | Anastasija Ryzih (LAZ Zweibrücken)        | 4,25     |
| 5     | Carolin Hingst (USC Mainz)                | 4,20     |
| 6     | Martina Strutz (Schweriner SC)            | 4,20     |
| 7     | Floé Kühnert (TSV Bayer 04 Leverkusen)    | 4,20     |
| 7     | Anna Schultze (LG Filstal)                | 4,20     |

Datum: 29. Juni

### Weitsprung
| Platz | Athletin, Verein                               | Weite (m) |
| ----- | ---------------------------------------------- | --------- |
| 1     | Bianca Kappler (LC asics Rehlingen)            | 6,44      |
| 2     | Kathrin van Bühren (KSV Kevelaer)              | 6,39      |
| 3     | Katja Umlauft (1. LAC Dessau)                  | 6,25      |
| 4     | Sonja Kesselschläger (SC Neubrandenburg)       | 6,09      |
| 5     | Astrid Ziemendorf (LAG Garmisch-Partenkirchen) | 6,00      |
| 6     | Katja Keller (LAC Erdgas Chemnitz)             | 5,98      |
| 7     | Nicole Herschmann (OSC Berlin)                 | 5,96      |
| 8     | Dana Peter (Team Erfurt)                       | 5,84      |

Datum: 29. Juni

### Dreisprung
| Platz | Athletin, Verein                          | Weite (m) |
| ----- | ----------------------------------------- | --------- |
| 1     | Katja Demut (TuS Jena)                    | 13,45     |
| 2     | Nicole Herschmann (OSC Berlin)            | 13,45     |
| 3     | Katja Umlauft (1. LAC Dessau)             | 13,44     |
| 4     | Jacqueline Mau (LAC Erdgas Chemnitz)      | 13,26     |
| 5     | Silvia Otto (Team Erfurt)                 | 13,23     |
| 6     | Tanja König (TSV Bayer 04 Leverkusen)     | 13,17     |
| 7     | Wibke Walter (LG Leinfelden-Echterdingen) | 13,17     |
| 8     | Karoline Köhler (Team Erfurt)             | 12,88     |

Datum: 28. Juni

### Kugelstoßen
| Platz | Athletin, Verein                                  | Weite (m) |
| ----- | ------------------------------------------------- | --------- |
| 1     | Astrid Kumbernuss (SC Neubrandenburg)             | 19,36     |
| 2     | Nadine Kleinert (SC Magdeburg)                    | 18,34     |
| 3     | Nadine Beckel (Schweriner SC)                     | 17,79     |
| 4     | Aline Schäffel (LG Ohra Hörselgas)                | 16,69     |
| 5     | Kathleen Kluge (Hallesche Leichtathletik-Freunde) | 16,31     |
| 6     | Katja Król (SCC Berlin)                           | 16,20     |
| 7     | Julia Wiechmann (OSC Berlin)                      | 16,15     |
| 8     | Kristin Marten (LV 90 Thum)                       | 15,94     |

Datum: 29. Juni

### Diskuswurf
| Platz | Athletin, Verein                                 | Weite (m) |
| ----- | ------------------------------------------------ | --------- |
| 1     | Franka Dietzsch (SC Neubrandenburg)              | 62,86     |
| 2     | Katja Król (SCC Berlin)                          | 58,20     |
| 3     | Jana Tucholke (LAZ Leipzig)                      | 57,91     |
| 4     | Katja Schreiber (LAZ Leipzig)                    | 56,45     |
| 5     | Ina Reiber (SC Magdeburg)                        | 55,16     |
| 6     | Sabine Rumpf (LSG Goldener Grund)                | 53,95     |
| 7     | Ulrike Giesa (LAC Quelle Fürth/München/Würzburg) | 52,84     |
| 8     | Nadine Müller (Hallesche Leichtathletik-Freunde) | 49,85     |

Datum: 29. Juni

### Hammerwurf
| Platz | Athletin, Verein                              | Weite (m) |
| ----- | --------------------------------------------- | --------- |
| 1     | Susanne Keil (LG Eintracht Frankfurt)         | 71,15     |
| 2     | Andrea Bunjes (SV Holtland)                   | 68,21     |
| 3     | Betty Heidler (LG Eintracht Frankfurt)        | 67,42     |
| 4     | Manuela Priemer (LG Domspitzmilch Regensburg) | 64,79     |
| 5     | Bianca Achilles (TSV Bayer 04 Leverkusen)     | 64,69     |
| 6     | Simone Mathes (TSV Bayer 04 Leverkusen)       | 64,57     |
| 7     | Kirsten Klose (LG Eintracht Frankfurt)        | 62,70     |
| 8     | Betina Gabler (LG München)                    | 56,59     |

Datum: 28. Juni

### Speerwurf
| Platz | Athletin, Verein                           | Weite (m) |
| ----- | ------------------------------------------ | --------- |
| 1     | Steffi Nerius (TSV Bayer 04 Leverkusen)    | 64,42     |
| 2     | Mareike Rittweg (LV 90 Thum)               | 55,44     |
| 3     | Barbara Vonstein (TSV Bayer 04 Leverkusen) | 55,25     |
| 4     | Stefanie Hessler (SV Saar 05 Saarbrücken)  | 55,08     |
| 5     | Christina Obergföll (LG Offenburg)         | 55,03     |
| 6     | Esther Eisenlauer (TV Hostenbach)          | 54,55     |
| 7     | Daniela Janke (Ohrdrufer LV)               | 53,17     |
| 8     | Jeannette Kottonau (OSC Berlin)            | 51,98     |

Datum: 29. Juni

### Siebenkampf
| Platz | Athletin, Verein                         | Leistung (Pkte) |
| ----- | ---------------------------------------- | --------------- |
| 1     | Andrea Tittmann (MTV Ingolstadt)         | 5638            |
| 2     | Maike Goldkuhle (USC Bochum)             | 5470            |
| 3     | Annelie Schrader (MTV Ingolstadt)        | 5384            |
| 4     | Silke Bachmann (LG Eintracht Frankfurt)  | 5221            |
| 5     | Heidrun Engelsdorfer (VfL Winterbach)    | 5126            |
| 6     | Dagmar Burgmann (LG Eintracht Frankfurt) | 5057            |
| 7     | Mareike Witt (TuS Syke)                  | 4999            |
| 8     | Karen Stein (USC Bochum)                 | 4975            |

Datum: 23./24. August
fand in Wesel statt

### Siebenkampf, Mannschaftswertung
| Platz | Verein, Besetzung                                                         | Leistung (Pkte) |
| ----- | ------------------------------------------------------------------------- | --------------- |
| 1     | LC Paderborn (Claudia Tonn, Lilli Schwarzkopf, Lena Isekenmeier)          | 16.369          |
| 2     | USC Bochum (Maike Goldkuhle, Karen Stein, Kristina Stein)                 | 15.166          |
| 3     | LG Eintracht Frankfurt (Silke Bachmann, Dagmar Burgmann, Martina Rexrodt) | 14.980          |
| 4     | LG Hilden (Katja Berlinghof, Tanja Sommerhäuser, Lisa Weber)              | 13.656          |
| 5     | TSG Gießen-Wieseck (Nadine Schnürer, Julia Koch, Daniela Müller)          | 13.572          |
| 6     | LG Olympia Dortmund (Nicole Neitzel, Jana Habicht, Marion Dreischer)      | 12.800          |

Datum: 23./24. August
fand in Wesel statt
nur 6 Teams in der Wertung

### Crosslauf–5,7 km
| Platz | Athletin, Verein                             | Zeit (min) |
| ----- | -------------------------------------------- | ---------- |
| 1     | Sabrina Mockenhaupt (LG Sieg)                | 20:55      |
| 2     | Susanne Ritter (LG Braunschweig)             | 21:10      |
| 3     | Ulrike Maisch (1. LAV Rostock)               | 21:43      |
| 4     | Michaela Schedler (LTF Marpingen)            | 22:11      |
| 5     | Katrin Engelen (LG Badenova Nordschwarzwald) | 22:15      |
| 6     | Judith Heinze (TSV Bayer 04 Leverkusen)      | 22:16      |
| 7     | Melanie Klein-Arndt (ASC Rosellen/Neuss)     | 22:21      |
| 8     | Carmen Siewert (LG Vorpommern)               | 22:22      |

Datum: 8. März
fand in Bad Dürrheim statt

### Crosslauf–5,7 km, Mannschaftswertung
| Platz | Verein, Besetzung                                                                        | Platzziffer |
| ----- | ---------------------------------------------------------------------------------------- | ----------- |
| 1     | LG Braunschweig (Susanne Ritter, Victoria Willcox-Heidner, Birte Bultmann)               | 031         |
| 2     | LG Domspitzmilch Regensburg (Dr. Ellen Schöner, Susanne Falkenstein, Katharina Kaufmann) | 061         |
| 3     | LAC Quelle Fürth/München/Würzburg (Juliane Becker, Kathrin Stucke, Jeannine Friedrich)   | 074         |
| 4     | VfL Waiblingen (Cornelia Kast, Christine Schleifer, Tina Heilemann)                      | 078         |
| 5     | TG Viktoria Augsburg (Susanne Wildner, Petra Stöckmann, Bettina Schormair)               | 086         |
| 6     | LSG Aalen (Sabrina Scheffold, Annette Bendig, Annette Beck)                              | 091         |
| 7     | ASC Rosellen/Neuss (Melanie Klein-Arndt, Stefanie Buss, Claudia Schmitz)                 | 096         |
| 8     | LTF Marpingen (Michaela Schedler, Tamara Schulz, Martina Spaniol)                        | 123         |

Datum: 8. März
fand in Bad Dürrheim statt

### Berglauf–10 km
| Platz | Athletin, Verein                                       | Zeit (h) |
| ----- | ------------------------------------------------------ | -------- |
| 1     | Stefanie Buss (ASC Rosellen/Neuss)                     | 1:01:44  |
| 2     | Dr. Ellen Schöner (LG Domspitzmilch Regensburg)        | 1:02:15  |
| 3     | Kerstin Harbich (TSV 1862 Oberstaufen)                 | 1:03:20  |
| 4     | Andrea Scharrer (LG Domspitzmilch Regensburg)          | 1:03:33  |
| 5     | Petra Maak, geb. Sander (LAV Bayer Uerdingen/Dormagen) | 1:04:05  |
| 6     | Lisa Reisinger (SSC Hanau-Rodenbach)                   | 1:05:20  |
| 7     | Barbara Imgraben (TV Britzingen)                       | 1:06:16  |
| 8     | Paula Mangold-Wolf (LC Chiemgau-Steigenberger)         | 1:07:18  |

Datum: 22. Juni
fand in Berchtesgaden statt

### Berglauf–10 km, Mannschaftswertung
| Platz | Verein, Besetzung                                                              | Zeit (h) |
| ----- | ------------------------------------------------------------------------------ | -------- |
| 1     | LG Domspitzmilch Regensburg I (Dr. Ellen Schöner, Andrea Scharrer, Eva Karg)   | 3:16:27  |
| 2     | ASC Rosellen/Neuss (Stefanie Buss, Ute Jenke, Angela Müller)                   | 3:36:38  |
| 3     | LG Domspitzmilch Regensburg II (Natascha Leptihn, Gabi Reindl, Katharina Karl) | 3:44:09  |
| 4     | SSC Hanau-Rodenbach (Lisa Reisinger, Christina Kopp, Simone Stöppler)          | 3:44:22  |
| 5     | SC Ainring (Renate Schertle, Barbara Tassani-Prell, Simone Huber)              | 3:51:41  |

Datum: 22. Juni
fand in Berchtesgaden statt